# パット・フライヤームース
パトリック・ジョン・フライヤームース（Patrick John Freiermuth, 1998年10月25日 - ）は、アメリカ合衆国マサチューセッツ州メリマック出身のプロアメリカンフットボール選手。NFLのピッツバーグ・スティーラーズに所属している。ポジションはタイトエンド。

## 経歴

### カレッジ
ペンシルベニア州立大学では1年目の2018年シーズンに8レシーブ獲得タッチダウンを記録し、フレッシュマンタイトエンドのレシーブ獲得タッチダウンの記録を更新した。
4年間で通算1,185レシーブ獲得ヤード、16レシーブ獲得タッチダウンを記録した。

### ピッツバーグ・スティーラーズ
| 6 ft 5 in (196 cm)      | 251 lb (114 kg) | 32+1⁄2 in (83 cm) | 9+7⁄8 in (25 cm) |
| All values from Pro Day |                 |                   |                  |

ドラフト2巡目全体55位でピッツバーグ・スティーラーズから指名され、その後ルーキー契約を結んだ。

#### 2021年シーズン
レギュラーシーズン第1週のバッファロー・ビルズ戦から先発を果たすも、シーズンを通して2度の脳震盪に悩まされた。
2021年シーズンは497レシーブ獲得ヤード、7タッチダウンを記録した。

#### 2022年シーズン
2022年シーズンは732レシーブ獲得ヤード、2レシーブ獲得タッチダウンを記録した。

#### 2023年シーズン
2023年シーズンは第4週のヒューストン・テキサンズ戦でハムストリングを負傷し、その後の5試合を欠場した。シーズンでは308レシーブ獲得ヤード、2タッチダウンを記録した。

#### 2024年シーズン
2024年9月6日、スティーラーズと4年4,840万ドルの契約延長に合意した。2024年シーズンは653レシーブ獲得ヤード、7タッチダウンを記録した。